# Ullé
Ullé ist ein spanischer Ort in den Pyrenäen in der Provinz Huesca der Autonomen Gemeinschaft Aragonien. Ullé ist ein östlich gelegener Ortsteil der Gemeinde Jaca. Das Dorf mit 34 Einwohnern im Jahr 2017 liegt auf 925 Meter Höhe.

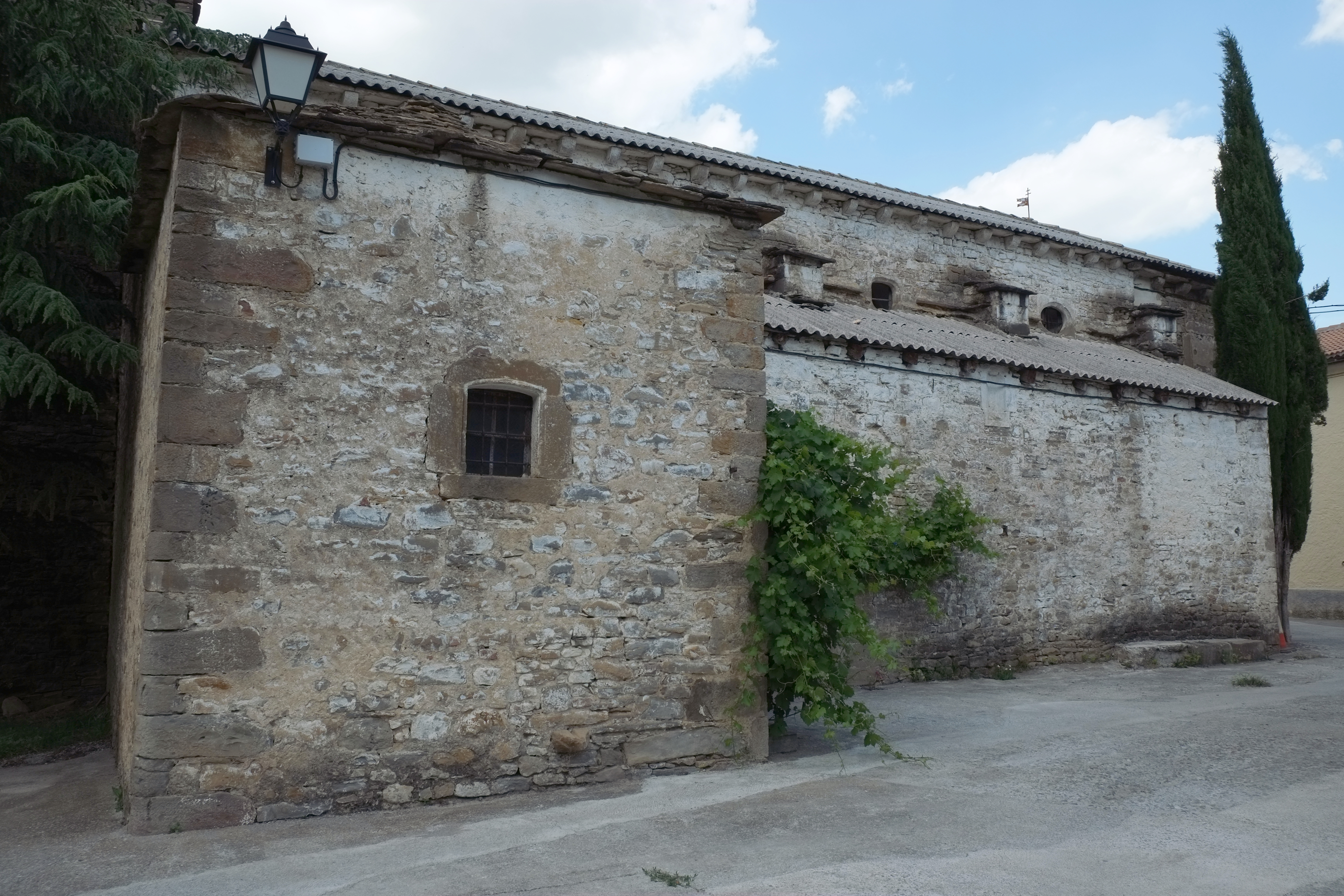
Kirche San Martín

## Geschichte
Der Ort wurde im Jahr 1063 erstmals urkundlich erwähnt.

## Sehenswürdigkeiten
Pfarrkirche San Martín mit einem romanischen Turm